# Megachile tetracantha
Megachile tetracantha är en biart som beskrevs av Cockerell 1937. Megachile tetracantha ingår i släktet tapetserarbin, och familjen buksamlarbin. Inga underarter finns listade i Catalogue of Life.